# 三县洲大桥
三县洲大桥是位于中国福建省福州市的一座单塔公路斜拉桥，连接仓山区和台江区，距离下游的解放大桥约1,000米，北起工业路，沿白马河向南，经大庙路，跨越闽江北港及江中小岛三县洲（福州江心公园），接上山路，至六一路三叉街。线路总长4,913米，其中引道长3,487米，宽43米，桥梁全长1,376米，其中引桥长799米，主桥长577米，宽28米。全线按城市一级主干道设计，工程总投资6.2亿元人民币，由中铁大桥勘测设计院负责设计，高宗余担任总体项目负责人，中铁大桥局承建。大桥于1996年12月正式开工，1998年10月主跨合龙，1999年5月1日建成通车，是福州市第四座跨越闽江的桥梁，故又被称为“福州闽江四桥”。大桥建成后，与六一路、湖东路、白马路等形成内环线，同时与二环路一、二期连接，形成准二环线，从而有效缓解了市区的交通拥挤，解决市区西部南北过江难的问题。

## 设计
大桥由主桥及南北引桥组成，全长1,376米，其中引桥长799米（北引桥为6×20米梁桥，南引桥为双喇叭式布置立交桥），主桥长577米，为单塔单索面预应力混凝土斜拉桥，跨径布置采用：北汊主跨238米；南汊多跨布置，其中边跨179米，设两个辅助墩，分为76+56+47三跨，梁桥部分长160米（4×40米）。主塔位于三县洲北岸边，高117.5米，全桥共116根斜拉索，采用扇形布置。
主跨采用悬臂拼装法施工，悬臂拼装共4联，每联49米，分成14块，每拼装块长3.5米，各联之间设一湿接头。建成时是中国单伸臂最大的预制悬拼单塔预应力混凝土斜拉桥，最大伸臂达211.5米。
主塔墩基础为16根直径2.5米的钻孔灌注桩。两承台外部尺寸均为20×11×5米，底顶板厚0.66米，腹板厚0.56米，中心间距42米。主塔呈倒“Y”型，高117.5米，其中桥面以上高104.7米。

### 主要技术指标
- 道路标准：双向六车道城市一级主干道
- 设计车速：50千米/小时
- 桥面宽度：全宽30米，布置为0.25（栏杆）+1.25米（人行道）+12米（行车道）+3米（中央分隔带及锚索区）+12米（行车道）+1.25米（人行道）+0.25（栏杆）
- 桥面坡度：纵坡2.5%，竖曲线半径5,000米；横坡1.5%
- 设计荷载：汽车－超20、挂车－120、人群－3.5千牛/平方米、双侧管线－10千牛/米
- 地震烈度：按Ⅷ度设防
- 设计风速：41米/秒
- 通航标准：最高通航水位+6.13米。北汊通航2×500吨级分节驳船，四级航道，通航净高8米；南汊不设等级航道[4]

## 纠纷
1997年5月7日，香港中旅集团的全资子公司香港秀明与福州市城乡建设发展总公司，成立了中外合作“福州鑫远城市桥梁有限公司”，共同投资建设三县洲大桥，并获得9年专营权。但2004年5月，福州市人民政府未按《专营协议书》履行相关承诺，致使香港秀明的投资无法收回，被告上仲裁庭，索赔9亿多元人民币。